# Gymnoascus udagawae
Gymnoascus udagawae är en svampart som beskrevs av Arx 1986. Gymnoascus udagawae ingår i släktet Gymnoascus och familjen Gymnoascaceae.   Inga underarter finns listade i Catalogue of Life.